# Parola (Giaime)
Parola è un singolo del rapper italiano Giaime, in collaborazione con i rapper Lazza ed Emis Killa e prodotto da Andry The Hitmaker.
La canzone è stata pubblicata il 20 febbraio 2020 sul canale YouTube di Giaime ed è il terzo estratto del secondo album: Mula, dello stesso artista - con le etichette discografiche: Sony Music Entertainment e Jive Records.
È disponibile su Spotify e ascoltabile assieme a tutte le altre tracce dell'album - oltre che su iTunes.

## Video musicale
La canzone è stata distribuita, sul mercato musicale, il 14 febbraio 2020 - ma il video musicale è stato pubblicato 6 giorni dopo, su YouTube.
Per quasi tutta la durata del video, Giaime è seduto sul sedile posteriore di un'automobile e sta parlando con due individui (presumibilmente gli artisti con i quali ha collaborato), mentre fuma e beve alcol.                   Alla fine del video, Giaime urla contro gli inquilini e mostra una pistola che, fino ad ora, teneva nascosta, costringendo il guidatore ad allontanarsi dall'inquadratura della fotocamera.
Per i suoi contenuti, il video musicale della canzone è stato giudicato come: esplicito.

## Critica
Il singolo, cosiccome l'album d'appartenenza, è stato accolto positivamente dalla critica.
In un'intervista, Giaime ha affermato le seguenti parole:

## Testo
Le strofe del testo sono state realizzate da ciascuno degli artisti, in diversi giorni.
Giaime ha dichiarato di aver scritto le due strofe che avrebbe dovuto cantare - ma che la stesura, inizialmente, non gli garbava.        L'artista ha anche affermato di non aver invitato Lazza per la stesura del testo; bensì, quest'ultimo si unì per caso. Dopo aver cenato con Emis Killa, il rapper gradì il testo finora composto e vi inserì un'altra strofa, dando vita al testo completo - che sarebbe, poi, stato accompagnato dalla musica composta da Andry The Hitmarker.

## Tracce
1. PAROLA (feat. Lazza, Emis Killa) – 3:24